# Yorki Margit burgundi hercegné
Yorki Margit (Fotheringhay, 1446. május 3. – Mechelen, 1503. november 23.) angol királyi hercegnő. Házassága révén (1468)
Burgundia, Brabant, Limburg, Luxemburg, Alsó-Lotaringia hercegnéje, Flandria, Hollandia, Zeeland, Artois, Hainaut és Burgundia (Franch-Comté) grófnéja.

## Élete
1446-ban született. Édesapja Plantagenet Richárd yorki herceg (1411–1460), édesanyja Cecily Neville grófnő (1415–1495) volt. Margit 12 testvére közül később fontos szerepet kapott bátyja, a későbbi IV. Eduárd angol király (1442–1483), és öccsei, Plantagenet György, Clarence hercege (1449–1478) és Richárd, Gloucester hercege, a későbbi III. Richárd király (1452–1485) is.
Ő lett „Merész” Károly burgundi hercegnek (1433–1477) harmadik, egyben utolsó felesége, majd özvegye. 
A Merész Károllyal kötött házasságából nem születtek gyermekei. Férje 1477-ben elesett a nancyi csatában. Margit hercegné jó viszonyban volt férje második frigyéből származó leányával, Burgundi Mária hercegnővel, és ő bonyolította le a mostohalánya és annak későbbi hitvese, Habsburg Miksa főherceg (a későbbi I. Miksa császár) közötti fontos dinasztikus érdekházasságot is, mivel Merész Károly addigra már halott volt.
Margitot rendkívül befolyásos és határozott asszonyként ismerték, és miután mostohalánya, Mária hercegnő is meghalt, ő maga vette gondjaiba az asszony két félárván maradt gyermekét, Miksa főherceg gyermekeit, Fülöpöt (utóbb Szép Fülöp néven Kasztília királya), és Margitot (később II. Filibert savoyai herceg felesége). 
Margit özvegy hercegné 1503-ban hunyt el Mechelen városában.